# Maici (rivière)
Le rio Maici est un fleuve d'Amazonie brésilienne, affluent du Marmelos, situé intégralement dans l'État brésilien d'Amazonas.

## Géographie
Le fleuve nait dans la partie Sud de l'État d'Amazonas, près de la frontière avec l'État de Rondonia. La source se trouve en territoire indigène Tenharim/Transmazônica. 
Le fleuve s'écoule vers le nord en étant presque parallèle au Marmelos, dans lequel il finit par se jeter. Dans sa partie haute, le fleuve est traversé par l'autoroute Transmazônica (BR-230) et passe également dans le territoire des indiens Pirahãs. C'est dans leur territoire que le Maicimirim, principal affluent de la Maici, s'y jette.
Dans sa partie basse, le fleuve a beaucoup de méandres.

## Populations voisines
Les Pirahãs habitent dans la réserve éponyme. Au nombre d'environ 360, ils parlent la langue pirahã.